# جوش ويلسون
جوش ويلسون (بالإنجليزية: Josh Wilson)‏ هو مصور أخبار وسياسي أسترالي، ولد في 5 يونيو 1972 في وستمنستر في المملكة المتحدة. حزبياً، نشط في حزب العمال الأسترالي. في 2018 Fremantle by-election ‏، انتخب عضو مجلس النواب الأسترالي عن دائرة Division of Fremantle ‏ (28 يوليو 2018 – ) وانتخب عضو مجلس النواب الأسترالي عن دائرة Division of Fremantle ‏ (2 يوليو 2016 – 10 مايو 2018).

## وصلات خارجية
- الموقع الرسمي